# كرسي (هضبة الجولان)
كرسي (البيزنطية اليونانية: Κυρσοί) هو موقع أثري يحتوي على أنقاض دير بيزنطي، ويتم تحديد هذا المكان تقليديا على أنه الموقع الذي أقام يسوع فيه «معجزة الخنازير». الموقع الآن حديقة وطنية يقع في الجانب الذي تحتله إسرائيل من هضبة الجولان. يأخذ موقع الكرسي اسمه من التلمود. تم اكتشاف لوح رخامي منقوش عليه نص باللغة الآرامية في تاريخ ديسمبر 2015 ويبدو أنه يشير إلى أن المستوطنة كانت، حتى حوالي عام 500م، مستوطنة يهودية أو يهودية مسيحية.

## الموقع
يقع الموقع بالقرب من الشاطئ الشرقي لبحيرة طبريا على ضفة نهر وادي السمك، المنحدر من مرتفعات الجولان.

## الأهمية في المسيحية

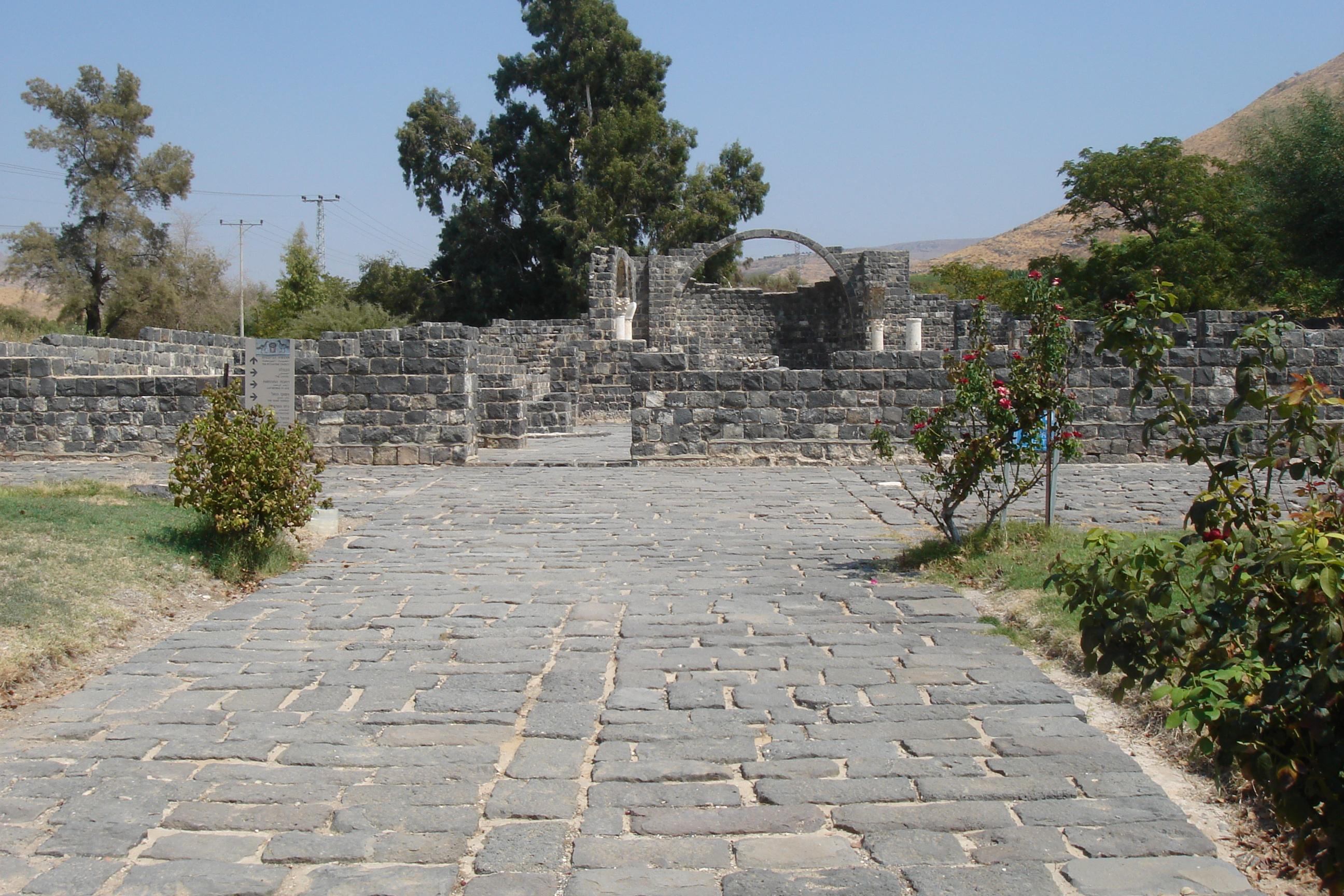
منظر الكنيسة من الطريق المعبدة المؤدية إليها.

يتم تحديد موقع الكرسي تقليديا على أنه موقع «معجزة الخنازير»، حيث قام يسوع بشفى رجلاً أو رجلين تتملكهما الشياطين من خلال طرد هذه الشياطين منهم وقيادتها إلى قطيع من الخنازير (مرقس 5: 1-20، متى 8: 28–34، لوقا 8: 26-39). تختلف التفاصيل بخصوص هذه الحادثة إلى حد ما في الأناجيل الثلاثة، وتختلف أيضا في بعض المخطوطات القديمة المختلفة لتلك الأناجيل نفسها. تجري الأحداث في أرض جيرجيسا، أيضا جيرغاسا أو بلد جيرجيسين (مرقس 5: 1، متى 8:28، لوقا 8:26). كان التعويذ إما على رجلًا واحدًا حسب مرقس ولوقا، أو على رجلين حسب متى.

## التاريخ
تم بناء الدير وكنيسته في القرن الخامس، وظل قيد الاستخدام طوال الفترة البيزنطية (بالمصطلحات اليهودية الإسرائيلية: الفترات المشنكية والتلمودية). نظرًا لكونه موقعًا رئيسيًا للحج، تم بناء عدد من المباني لإيواء الحجاج وكذلك المجتمع الرهباني المحلي، وكل هذه الأبنية كانت محاطة بالجدران والتحصينات والتعزيزات الأخرى. في عام 614، غزت الجيوش الساسانية (الفارسية) فلسطين (توضيح) وألقت النفايات والبقايا في معظم كنائس فلسطين وأديارها، بما في ذلك كنيسة كرسي. أعيد بناء الكنيسة في وقت لاحق، لكن جزءًا من المستوطنة المدمرة ترك في حالته الخربة. واصلت الكنيسة نشاطها تحت الحكم الإسلامي الذي بدأ بعد غزو فلسطين في التاريخ الذي ما بين 638-641، واستعمر نشاطها هذا حتى دمرها زلزال الجليل 749 بالكامل. استخدمت الأنقاض من قبل الرحالة العرب كمساكن وأستعملت للتخزين أيضا في القرن التاسع، مما أدى إلى نهاية تاريخ استخدام موقع الكرسي كموقع حج مسيحي.

## الوصف

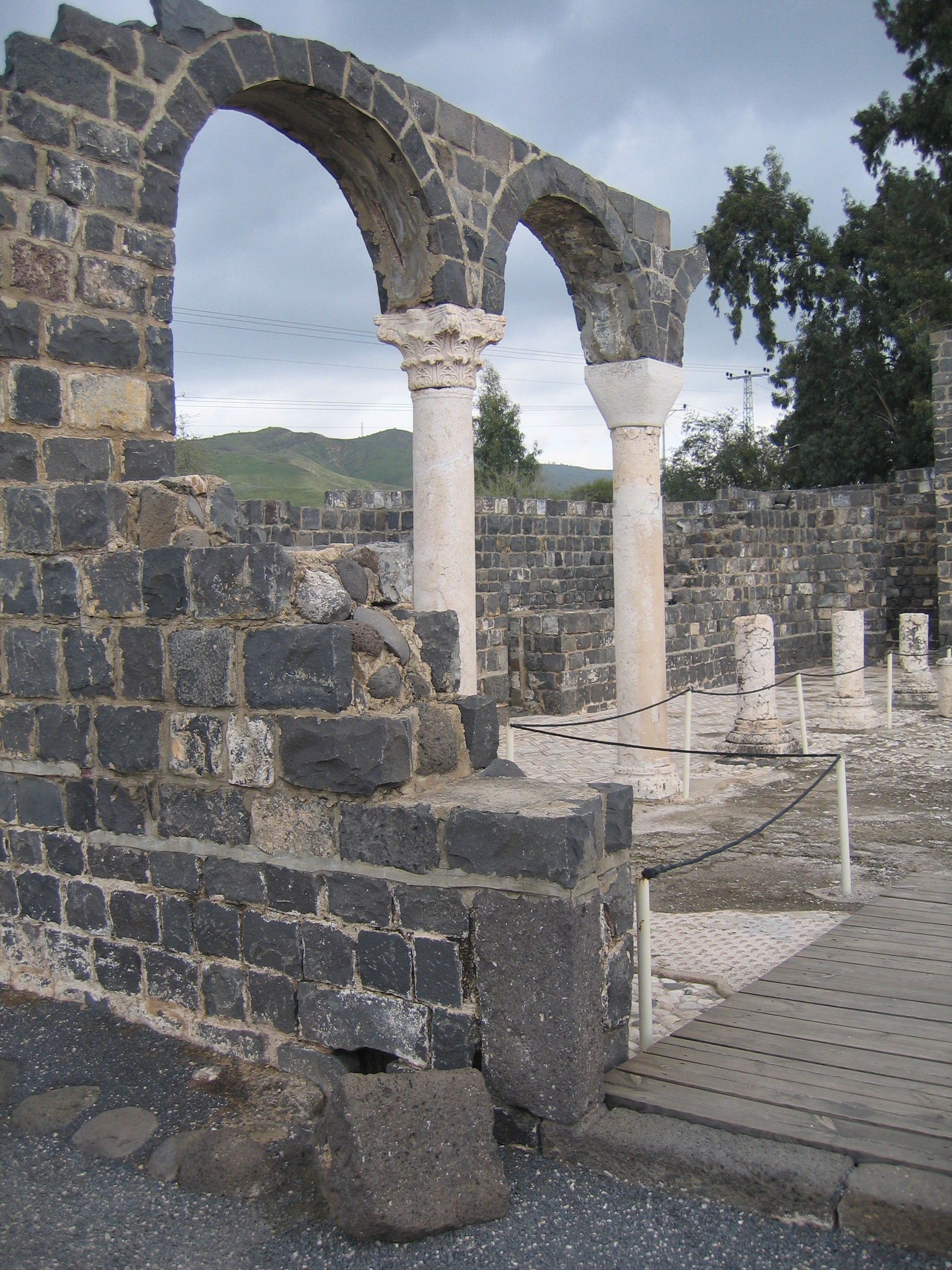
عند مدخل الكنيسة، نحو الممر الشمالي مع أعمدته التي أعيد بناؤها.

يحيط بالدير جدار حجري مستطيل الشكل، مقياس حجمه هو 145 × 123 متر. كان هنالك برج مراقبة يقوم بحراسة المدخل الذي يواجه بحيرة طبريا، وكان هنالك طريق مرصوفة تؤدي إلى ميناء، حيث يمكن للحجاج أن يرسوا قواربهم. بمجرد الدخول إلى داخل المساحة المحاطة بالجدار، كان للحجاج حرية إختيار بين أمرين؛ إما الذهاب أولاً إلى حمام فاخر (منطقة تم التنقيب عنها عند يسار / شمال المدخل)، أو الذهاب مباشرة إلى الكنيسة التي كانت مبنية في نقطة مركزية. مساحة الكنيسة هو 24 × 45 متر مربع، وكان يتم الدخول للكنيسة عبر ساحة في المقدمة التي كانت توصل للأتريوم أو الساحة الداخلية، وبعدها كان يليها الكنيسة نفسها التي كانت محاطة على كلا الجانبين بمصليات تعبدية وغرف إضافية. الكنيسة هي من نوع بازيليكا، ويتواجد صفين من الأعمدة التي تفصل الكنيسة إلى صحن ورواقين. يرتسم على أرضية الصحن المرصعة بالفسيفساء تصميمات هندسية، بينما احتوت الممرات الجانبية على ميداليات المصور عليها صور النباتات والحيوانات المحلية؛ وقد تم تدمير معظمها، ربما بعد الغزو الإسلامي، ولكن بعضها لا يزال مرئيًا، مثل الأوز، الحمام، الغاق والأسماك، أترج، التمر، الرمان، والعنب. يتواجد جرن معمودية صغير للكنيسة الصغيرة المعمودية، المتواجدة على الجانب الجنوبي من الحنية المركزية، وتحتوي أرضية الفسيفساء على نقش يشير إلى أنه تم تجليس هذا الجرن في مكانته في عام 585. يتواجد درج (لا يمكن للزوار الوصول إليه) الذي يؤدي من الطرف الجنوبي لمجاز الكنيسة إلى سرداب يستخدم للدفن، حيث وجد علماء الآثار العديد من الهياكل العظمية بحالة سليمة البنية. من بين الغرف الواقعة على الجانب الشمالي، تتواجد غرفة تحتوي على معصرة زيتون. تم بناء الأتريوم بمعظمه فوق صهريج أرضي كبير الحجم، ويمكن رؤية ذلك من رأسي البئر؛ لا يمكن للزوار الوصول إلى السلم المؤدي إلى الصهريج الأرضي.
كان يوجد معبد عبارة عن كنيسة صغيرة بيزنطية خارج المجمع الرئيسي، على التل نحو جهة الجنوب. كان يتواجد في هذه النقطة جلمود صخر (صخرة كبيرة) الذي يعتبر الموقع الدقيق لقيام المعجزة. تم اكتشاف بقايا التي قد تكون بقايا برج تم بناؤه حول الصخرة، وكنيسة التي بنيت بوضعية محصورة بين جانب التل والجلمود (الصخرة الكبيرة). في هذه النقطة، تم التنقيب والكشف عن حنية الكنيسة وثلاث طبقات متميزة من أرضية مرصعة بالفسيفساء.

## علم الآثار

### مجمع رهباني
تم اكتشاف أنقاض الدير لأول مرة من قبل طواقم العمل لبناء الطرق في عام 1970، وتمت أعمال التنقيب الرئيسية بين عامي 1971 و 1974 بقيادة عالم الآثار الإسرائيلي دان أورمان وزميله اليوناني فاسيليوس تزافيريس نيابة عن هيئة الآثار الإسرائيلية. معا قاموا بتنقيبات وتحفيرات التي كشفت عن أكبر مجمع رهباني بيزنطي الذي تواجد في فلسطين (توضيح). منذ ذلك الحين، يتم إجراء المزيد من التنقيبات، ويعتبر الحمام المبطن بالرخام أحد الاكتشافات التي عثر عليها حديثا.
أعيد بناء الكنيسة لحد معين الذي يعطي الزائر إمكانية فهم أو فكرة عن شكل وحجم الكنيسة بصورة ثلاثية الأبعاد (أي فكرة عن شكلها وحجمها الأصلي).
يمكن مشاهدة القطع الأثرية المسيحية التي تم العثور عليها بموقع كرسي في متحف الجولان الأثري.

### كنيس يهودي
تم التنقيب والكشف عن مبنى الذي من الممكن أنه كان كنيسًا. تم العثور على لوح رخامي كبير منقوش عليه باللغة الآرامية داخل هذا المبنى، وتم فك تشفير كلمتين بعد وقت قصير من اكتشاف: «آمين» و «مارماريا»؛ وقد فسر بعض الباحثين أن كلمة 'مارماريا' ربما مرتبطة بعبادة مريم العذراء، وربما تعني «حاخام ماريا [العظيم]»، بما أن «مار» تعني الحاخام.

## روابط خارجية
- «مشروع التنقيب في كورسي 2001» - موقع الكتاب المقدس والتفسير